# 新庄直彪
新庄 直彪（しんじょう なおとら）は、常陸麻生藩の第13代藩主。

## 生涯
天保10年（1839年）、第12代藩主・新庄直計の五男として江戸で生まれる。4人の兄が早世したために世子となり、弘化2年（1845年）の父の死去により家督を継ぐ。
藩政においては、藩主就任直後に「御代替につき御条目」を制定して藩士・領民の風紀粛正を図った。嘉永元年（1848年）に鉄砲稽古場を築造して文武を奨励し、人材を取り立てるなどしている。嘉永3年（1850年）に江戸幕府に対して海防警備を提言する。嘉永4年（1851年）には学問所を開設し、8歳以上の男子の強制入学や30歳までの学問奨励などを義務付けた。
嘉永6年（1853年）のペリー来航では、幕府に対して開国拒否論を提言する。安政2年（1855年）12月16日、従五位下・駿河守に叙位・任官する。安政5年（1858年）5月に大火による大被害を受けた。元治元年（1864年）、天狗党の乱で水戸藩の抗争を鎮圧する功績を挙げた。
慶応元年（1865年）7月4日に急死する。享年27。跡を長男・直𩑛が継いだ。

## 系譜
父母
- 新庄直計（父）

正室
- 松平康爵の養女、新庄直行の娘

子女
- 新庄直𩑛（長男）生母は正室